# Scotty and the Secret History of Hollywood
Scotty and the Secret History of Hollywood é um filme estadunidense de 2017, do gênero documentário, sobre a vida de Scotty Bowers, que atuou como cafetão não remunerado em Hollywood entre as décadas de 1940 e 80. O filme foi produzido e dirigido por Matt Tyrnauer, correspondente especial da revista Vanity Fair. O filme estreou no Festival Internacional de Cinema de Toronto de 2017, e foi lançado nos cinemas dos Estados Unidos em 27 de julho de 2018.

## Recepção
No agregador de críticas Rotten Tomatoes, o filme possui uma taxa de aprovação de 89%, com base em 62 críticas, com uma classificação média de 6,9/10. O consenso crítico do site diz: "Scotty and the Secret History of Hollywood oferece muitas emoções exageradas para os fãs de cinema, mas além das fofocas há um olhar comoventemente iluminativo sobre décadas de costumes sexuais". O Metacritic, que usa uma média ponderada, atribuiu ao filme uma pontuação normalizada de 67 de 100, com base em 24 críticos, indicando "no geral, críticas favoráveis".
Em sua crítica para o The Hollywood Reporter, Todd McCarthy comentou: "O que poderia ter sido uma exposição meramente sensacionalista da vida privada de luminares da telona, então ainda no armário, surge, nas mãos do documentarista Matt Tyrnauer, como um olhar bem completo sobre diferentes eras, uma secreta e dedicada à preservação da ilusão, a outra totalmente aberta e blasé sobre predileções pessoais."

## Adaptação cinematográfica
Em julho de 2020, foi anunciado que a Searchlight Pictures havia adquirido os direitos do documentário, e estava desenvolvendo um longa-metragem baseado na vida de Bowers. Luca Guadagnino foi contratado como diretor, enquanto Seth Rogen e Evan Goldberg para escreverem o roteiro.